# 1277
Năm 1277 là một năm trong lịch Julius.

## Mất
Vua Trần Thái Tông (Điện Vạn Thọ)